# Marussia MR03
Marussia MR03 — гоночный автомобиль класса Формула 1, разработанный Marussia F1 Team для выступлений в чемпионате мира 2014 года.

## 2014
Впервые машина представлена на предсезонных тестах на автодроме Херес (Испания) 30.01.2014. После двухлетнего сотрудничества с поставщиком двигателей Cosworth команда впервые перешла на силовые установки Ferrari, чтобы использовать новые 1,6-литровые турбодвигатели.
На тестах в  автодроме Херес Marussia MR03 показала шестой результат (время 1:32,222), проехав 25 кругов под управлением Жюля Бьянки.

## 2015
В сезоне 2015 года команда «Manor Marussia F1 Team» использовала доработанное с учётом требований регламента шасси MR03, получившее приставку «B» и новую окраску кузова.

## Результаты выступлений в Формуле-1
| Легенда к таблице |                                                                    |
| --- | ------------------------------------------------------------------ |
| В таблице перечислены результаты всех Гран-при Формулы-1, в которых использовался автомобиль. Строками таблицы являются сезоны, столбцами — этапы чемпионата мира. В каждой клетке указаны сокращённое название этапа и результат, дополнительно обозначенный цветом. Расшифровка обозначений и цветов представлена в нижеследующей таблице. |                                                                    |
| \| Пример \| Описание \| \| ------------ \| ------------------------------------------------------------------ \| \| 1 \| Победитель \| \| 2 \| Второе место \| \| 3 \| Третье место \| \| 5 \| Финишировал, заработав очки \| \| Сход \| Не финишировал, но при этом заработал очки \| \| 12 \| Финишировал, не получив очков \| \| НКЛ \| Финишировал, но не попал в финальную классификацию \| \| 15 \| Участвовал вне зачёта, либо по отдельной классификации \| \| 18 \| Не финишировал, но попал в финальную классификацию \| \| Сход \| Не финишировал \| \| НКВ \| Не прошёл квалификацию \| \| НПКВ \| Не прошёл предквалификацию \| \| ДСК \| Дисквалифицирован \| \| ИСК \| Исключён из протокола соревнований \| \| ТТ \| Заявлен для участия только в тренировках \| \| НС \| Участвовал в квалификации, но не стартовал в гонке \| \| Т \| Травмирован или болен \| \| ОТК \| Отказ от участия \| \| НТР \| Прибыл на соревнования, но на трассу не выезжал \| \| НПР \| Был заявлен в числе участников, но не прибыл к началу соревнований \| \| О \| Соревнования отменены \| \| \| Не участвовал \| \| Поул-позиция \| \| \| Быстрый круг \| \| |                                                                    |
| Пример | Описание                                                           |
| 1 | Победитель                                                         |
| 2 | Второе место                                                       |
| 3 | Третье место                                                       |
| 5 | Финишировал, заработав очки                                        |
| Сход | Не финишировал, но при этом заработал очки                         |
| 12 | Финишировал, не получив очков                                      |
| НКЛ | Финишировал, но не попал в финальную классификацию                 |
| 15 | Участвовал вне зачёта, либо по отдельной классификации             |
| 18 | Не финишировал, но попал в финальную классификацию                 |
| Сход | Не финишировал                                                     |
| НКВ | Не прошёл квалификацию                                             |
| НПКВ | Не прошёл предквалификацию                                         |
| ДСК | Дисквалифицирован                                                  |
| ИСК | Исключён из протокола соревнований                                 |
| ТТ | Заявлен для участия только в тренировках                           |
| НС | Участвовал в квалификации, но не стартовал в гонке                 |
| Т | Травмирован или болен                                              |
| ОТК | Отказ от участия                                                   |
| НТР | Прибыл на соревнования, но на трассу не выезжал                    |
| НПР | Был заявлен в числе участников, но не прибыл к началу соревнований |
| О | Соревнования отменены                                              |
| | Не участвовал                                                      |
| Поул-позиция |                                                                    |
| Быстрый круг |                                                                    |

| Сезон | Команда                | Двигатель     | Ш | Пилоты          | 1   | 2    | 3   | 4   | 5   | 6   | 7    | 8    | 9   | 10  | 11  | 12  | 13   | 14  | 15  | 16   | 17  | 18  | 19  | Место | Очки |
| ----- | ---------------------- | ------------- | - | --------------- | --- | ---- | --- | --- | --- | --- | ---- | ---- | --- | --- | --- | --- | ---- | --- | --- | ---- | --- | --- | --- | ----- | ---- |
| 2014  | Marussia F1 Team       | Ferrari 059/3 | P |                 | АВС | МАЛ  | БАХ | КИТ | ИСП | МОН | КАН  | АВТ  | ВЕЛ | ГЕР | ВЕН | БЕЛ | ИТА  | СИН | ЯПО | РОС  | США | БРА | АБУ | 9     | 2    |
| 2014  | Marussia F1 Team       | Ferrari 059/3 | P | Жюль Бьянки     | НКЛ | Сход | 16  | 17  | 18  | 9   | Сход | 15   | 14  | 15  | 15  | 18  | 18   | 16  | 20  | Т    |     |     |     | 9     | 2    |
| 2014  | Marussia F1 Team       | Ferrari 059/3 | P | Макс Чилтон     | 13  | 15   | 13  | 19  | 19  | 14  | Сход | 17   | 16  | 17  | 16  | 16  | Сход | 17  | 18  | Сход |     |     |     | 9     | 2    |
| 2015  | Manor Marussia F1 Team | Ferrari 059/3 | P |                 | АВС | МАЛ  | КИТ | БАХ | ИСП | МОН | КАН  | АВТ  | ВЕЛ | ВЕН | БЕЛ | ИТА | СИН  | ЯПО | РОС | США  | МЕК | БРА | АБУ | 10    | 0    |
| 2015  | Manor Marussia F1 Team | Ferrari 059/3 | P | Уилл Стивенс    | НТР | НС   | 15  | 16  | 17  | 17  | 17   | Сход | 13  | 16  | 16  | 15  | 15   | 19  | 14  | Сход | 16  | 17  | 18  | 10    | 0    |
| 2015  | Manor Marussia F1 Team | Ferrari 059/3 | P | Роберто Мери    | НТР | 15   | 16  | 17  | 18  | 16  | Сход | 14   | 12  | 15  | 15  | 16  |      |     | 13  |      |     |     | 19  | 10    | 0    |
| 2015  | Manor Marussia F1 Team | Ferrari 059/3 | P | Александр Росси |     |      |     |     |     |     |      |      |     |     |     |     | 14   | 18  |     | 12   | 15  | 18  |     | 10    | 0    |